# Тимошино (Владимирская область)
Тимошино — деревня в Меленковском районе Владимирской области России, входит в состав Даниловского сельского поселения.

## География
Деревня расположена в 4 км на юг от центра поселения деревни Данилово и в 16 км на северо-запад от райцентра города Меленки.

## История
В 1859 году в деревне Тимошино, относящейся к Пьянгусскому приходу, был 61 двор. В 1907 году в деревне была построена деревянная старообрядческая Церковь Воздвижения Честного Креста Господня.
В конце XIX — начале XX века деревня в составе Архангельской волости Меленковского уезда. 
С 1929 года деревня входила в состав Даниловского сельсовета Меленковского района, с 2005 года — в составе Даниловского сельского поселения.

## Население
| 1859 | 1897 | 1926 |
| ---- | ---- | ---- |
| 476  | 633  | 926  |

| 1859 | 1897 | 1905 | 1926 | 2002 | 2010 | 2021 |
| ---- | ---- | ---- | ---- | ---- | ---- | ---- |
| 476  | ↗633 | ↗741 | ↗926 | ↘192 | ↘135 | ↘86  |

## Современное состояние
В деревне имеется сельская библиотека.